# Црква Светог великомученика Георгија у Лопардинцу
Црква Светог великомученика Георгија у Лопардинцу, насељеном месту на територији Општине Бујановац, православни је храм који припада Епархији врањској Српске православне цркве.
Црква посвећена Светом великомученику Георгију изграђена је 2017. године. Темеље цркве осветио је 1991. године тадашњи Епископ врањски Сава. На изградњи цркве није се радило све до 2012. године, услед недостатка новчаних средстава и ратних дејстава на подручју општине Бујановац. Изградња цркве је финансирана средствима мештана села и околних села, трудом Црквеног одбора и новчаном помоћи Управе за сарадњу с црквама и верским заједницама при Министарству правде Владе Републике Србије.
Свечани чин освећења цркве обавио је Епископ врањски Пахомије, 24. септембра 2017. године. Иконе на иконостасу са 20 икона дело су монахиња манастира Светог Стефана у Горњем Жапском.